# War (Pop Smoke)
War è un singolo del rapper statunitense Pop Smoke, pubblicato il 4 ottobre 2019 come primo estratto dal secondo mixtape Meet the Woo 2. Prodotto da 808Melo e Swirving, presenta come ospite il rapper Lil Tjay.

## Video musicale
Il videoclip è stato pubblicato su YouTube il 28 ottobre 2019. Diretto da JLShotThat, è in bianco e nero e presenta i due rapper che cantano all'interno di una villa, con l'alternarsi di scene di concerti e moto.

## Tracce
Testi di Bashar Jackson, Tione Merritt, 808Melo e Swirving, musiche di 808Melo & Swirving.
1. War – 3:42

## Formazione
- Bashar Jackson – voce, testo
- Tione Merritt – voce, testo
- 808Melo – produzione, programmazione
- Swirving – produzione
- Colin Leonard – ingegneria del mastering
- Drü Oliver – ingegneria della registrazione
- Fabian Marasciullo – ingegneria del missaggio
- Thomas McLaren – assistente al missaggio